# Presnel Kimpembe
Presnel Kimpembe (Beaumont-sur-Oise, 13 de agosto de 1995) é um futebolista franco-congolês que atua como zagueiro. Atualmente defende o Paris Saint-Germain.

## Carreira
Filho de pai congolês e mãe haitiana, tendo ainda dois irmãos mais novos chamados Kevin Kimpembe and Black Kitoka Kimpembe, Presnel nasceu em Beaumont-sur-Oise, na França, e começou sua carreira nas categorias de base do AS Eragny em 2002.
Kimpembe realizou sua estreia profissional pelo Paris Saint-Germain em 17 de outubro de 2014, entrando no lugar de Thiago Motta aos 76 minutos de uma vitória por 3–1 sobre o Lens. Fez sua estreia na Liga dos Campeões no dia 14 de fevereiro de 2017, na goleada por 4–0 sobre o Barcelona.
Em 12 de fevereiro de 2019, Kimpembe marcou seu primeiro profissional sobre o Manchester United, em uma vitória por 2–0 fora de casa, no Old Trafford. Na ocasião, o zagueiro subiu alto, no segundo poste, após um escanteio cobrado por Ángel Di María, e cabeceou para os fundos das redes para abrir o placar. No entanto, no jogo de volta realizado no dia 6 de março, em Paris, após um chute de Diogo Dalot aos 45 minutos do segundo tempo, a bola acabou desviando em seu braço. Inicialmente o árbitro Damir Skomina marcou escanteio, mas foi aconselhado a rever a jogada com o auxílio do VAR e então acabou marcando o pênalti, que culminou no gol de Marcus Rashford e na eliminação do PSG.
O jogador teve o seu contrato renovado no dia 11 de julho de 2020, assinando um novo vínculo válido até 2024.

## Seleção Nacional
Kimpembe recebeu sua primeira convocação para a Seleção Francesa depois que Eliaquim Mangala se retirou por lesão para as Eliminatórias da Copa do Mundo da 2018, contra a Bulgária e a Holanda, em outubro de 2016. Em janeiro de 2018, William Gallas, ex-jogador do Arsenal e do Chelsea, disse que Kimpembe era o futuro da equipe francesa.
Estreou pela Seleção no dia 27 de março de 2018, um ano e meio após sua primeira convocação, em um amistoso contra a Rússia.
Já no dia 17 de maio, foi um dos 23 convocados por Didier Deschamps para representar a França na Copa do Mundo de 2018, realizada na Rússia. Sagrou-se campeão do torneio tendo atuado em apenas uma partida: jogou os 90 minutos no empate em 0–0 contra a Dinamarca, no dia 26 de junho, no último jogo da fase de grupos.
Em 18 de maio de 2021, foi um dos convocados para disputar a Eurocopa de 2020. O zagueiro foi titular em todas as quatro partidas da França, jogando todos os minutos do torneio até a derrota nos pênaltis para a Suíça, nas oitavas de final.

## Títulos
Paris Saint-Germain
- Ligue 1: 2015–16, 2017–18, 2018–19, 2019–20, 2021–22, 2022–23 e 2024–25[15]
- Copa da Liga Francesa: 2015–16, 2016–17, 2017–18 e 2019–20[carece de fontes?]
- Copa da França: 2015–16, 2016–17, 2017–18, 2019–20 e 2020–21[carece de fontes?]
- Supercopa da França: 2016, 2017, 2020 e 2022[carece de fontes?]
- Liga dos Campeões da UEFA: 2024–25[16]

Seleção Francesa
- Copa do Mundo FIFA: 2018[carece de fontes?]
- Liga das Nações da UEFA: 2020–21[carece de fontes?]